# Gajg-e Poshtkuh
Gajg-e Poshtkuh (persisch گجگ پشتكوه, auch romanisiert als Gajg-e Poshtkūh und Gojg-e Poshtkūh; auch bekannt als Govājag-e Pāpar) ist ein iranisches Dorf in der Provinz Hormozgan. Es liegt in der Region Poshtkuh-e Shamil. Administrativ befindet es sich im Landkreis Schamil im Bachsch Schamil im Verwaltungsbezirk Bandar Abbas. Bei der Volkszählung 2006 betrug die Einwohnerzahl 153.